# Biblioteca Nacional de Cuba
A Biblioteca Nacional de Cuba foi fundada em 18 de outubro de 1901. Teve visibilidade diferente com as similares criadas na América Latina.

## História
Sua primeira localização foi em um salão do Castillo de la Fuerza com um acervo de 3151 volumes doados por seu primeiro diretor Don Domingo Figarola Caneda. Meses depois, muda-se para o departamento de Instrução Pública e três meses após, para a Maestranza de Artillería, onde permaneceria até o ano de 1925. Em 1929, seu arquivo bibliográfico é novamente transladado, desta vez uma parte segue para o Capitólio Nacional e outra para os sótãos da antiga Prisão de Havana onde um incêndio a destruiu.
Devido aos anos seguidos de abandono oficial, surge em 1936 a sociedade Amigos da Biblioteca Nacional liderada pelo historiador Emilio Roig de Leuchsenring, por meio da qual denuncia o caos educativo e cultural que vivia Cuba, e em especial, as instituições bibliotecárias do país. Em 1938 a Biblioteca Nacional é transferida outra vez, da Maestranza de Artillería para o Castillo de la Fuerza.
O escritor José Antonio Ramos passa então a catalogar e a classificar o acervo existente. Em 21 de março de 1941 é criado um imposto com a finalidade de ajudar a compra do terreno e a construção de um edifício que abrigaria a nova Biblioteca.

## Biblioteca Nacional José Martí
Em 1949, por iniciativa de Don Fernándo Ortíz, decide-se dar o nome de José Martí ao edifício que se construiría anos depois. A colocação da primeira pedra da fundação ocorreu em 28 de janeiro de 1952. No dia 12 de junho de 1957, a Biblioteca Nacional muda-se para as novas instalações.